# Браун, Майк (тренер)
Майк Бра́ун (англ. Mike Brown, род. 5 марта 1970, Колумбус, Огайо) — американский баскетбольный тренер, работающий главным тренером команды Национальной баскетбольной ассоциации «Нью-Йорк Никс». Признан лучшим тренером НБА 2009 и 2023 года.

## Биография

### Ранние годы
Браун родился в Колумбусе, штат Огайо, часть детства провёл за пределами США. В 1988 году он окончил американскую среднюю школу в Вюрцбурге, ФРГ. После школы поступил в местный колледж города Меса, штат Аризона, через два года перевёлся в Университет Сан-Диего, два сезона выступал за университетскую баскетбольную команду «Торерос».

### Карьера в НБА
В 1992 году, после окончания университета, Браун устроился работать в команду НБА «Денвер Наггетс», сначала он занимал должность видео-координатора, затем был скаутом. Всего в Денвере он провёл пять сезонов. В 1997 году он стал помощником главного тренера «Вашингтон Уизардс», Берни Бикерстаффа, проработал в этой должности два сезона, после увольнения Бикерстаффа ещё сезон был скаутом команды.
В 2000 году Браун был назначен помощником Грегга Поповича, главного тренера «Сан-Антонио Спёрс». Браун проработал с командой три сезона, в 2003 году стал чемпионом НБА, во время летних тренировочных сборов руководил командой как главный тренер. В 2003 году Браун начал работу в «Индиана Пэйсерс», где был помощником главного тренера Рика Карлайла. При нём команда за два сезона дважды попадала в плей-офф, в 2004 году играла в финале Восточной конференции.
2 июня 2005 года Браун был назначен главным тренером команды «Кливленд Кавальерс». В первом же сезоне ему удалось правильно построить игру команды вокруг её главной звезды Леброна Джеймса и вывести «Кавальерс» в плей-офф НБА впервые с 1998 года. В 2007 году «Кавальерс» дошли до финала НБА, где уступили бывшей команде Брауна, «Сан-Антонио Спёрс». В сезоне 2008/2009 команда Брауна закончила регулярный чемпионат с лучшим процентом выигранных матчей во всей ассоциации, а сам Браун был признан лучшим тренером 2009 года. Был уволен из «Кавальерс» 24 мая 2010 года после поражения команды в плей-офф против «Бостон Селтикс».
25 мая 2011 года назначен главным тренером «Лос-Анджелес Лейкерс». После неудачного старта в следующем сезоне, в котором «Лейкерс» проиграли во всех предсезонных матчах, и одержали лишь одну победу в пяти встречах регулярного чемпионата, Майк Браун был уволен с поста главного тренера. Под его руководством калифорнийцы одержали 42 победы и потерпели 29 поражений.
Браун был назначен главным тренером «Кливленд Кавальерс» 24 апреля 2013. Был уволен с поста 12 мая 2014.
4 июля 2016 года Браун стал помощником главного тренера в «Голден Стэйт Уорриорз», заменив на этой должности Люка Уолтона, который ушел на должность главного тренера в «Лос-Анджелес Лейкерс». Браун исполнял обязанности главного тренера в периоды, когда главный тренер Стив Керр не мог этого делать из-за хронических болей в спине. Браун привел «Уорриорз» к рекорду в 12 побед подряд в плей-офф НБА сезона 2016/17, когда Керр отсутствовал; в том году «Уорриорз» выиграли чемпионат НБА, в финальной серии в пяти матчах победив «Кливленд Кавальерс». «Уорриорз» закончили плей-офф с рекордом в 16 побед и одно поражение, что является лучшим процентом побед в плей-офф в истории НБА. В 2018 году «Уорриорз» снова вышли в финал и второй год подряд победили «Кливленд Кавальерс» в финальной серии.
9 мая 2022 года Браун стал исполняющим обязанности главного тренера «Уорриорз» в четвертой игре полуфинала Западной конференции против «Мемфис Гриззлис» после того, как Керр сдал положительный анализ на COVID-19. Команда выиграла игру и повела в серии со счетом 3-1. «Уорриорз» дошли до финала НБА 2022 года, где в шести матчах обыграли «Бостон Селтикс» и принесли Брауну четвертый чемпионский титул НБА в качестве помощника тренера и третий чемпионский титул с «Уорриорз» в целом.
9 мая 2022 года было объявлено, что Браун станет главным тренером команды «Сакраменто Кингз». Его работа в команде началась после того, как «Уорриорз» завершили сезон 2021/22, в котором они выиграли чемпионат НБА. В своем первом сезоне он привел «Кингз» к первому выходу команды в плей-офф с 2006 года. По окончании регулярного чемпионата 2022/23 Браун был назван тренером года НБА, получив 100 из 100 голосов и став первым тренером в истории, за кого проголосовали все опрошенные.
27 декабря 2024 года «Кингз» уволили Брауна. Накануне «Сакраменто» проиграл дома «Детройт Пистонс», несмотря на десятиочковое преимущество, когда до конца матча оставалось менее трех минут. Джейден Айви реализовал четыре очка на последних секундах, и «Детройт» победил 114:113.

### Карьера в сборной
5 февраля 2020 года Браун был объявлен новым главным тренером сборной Нигерии.